# Supreme
Supreme е песен на британския певец Роби Уилямс от 2000 г.

## Клип
В клипа певецът е пилот от Формула 1 – Боб Уилямс, който е основен претендент за световната титла заедно с Джеки Стюърт. Боб печели състезание след състезание, но катастрофира тежко на едно от състезанията и е принуден да не се състезава няколко седмици. На последното състезание в Монте Карло, Боб ще се състезава, но преди старта трябва да посети тоалетната. един от неговите помощници заключва караваната и Боб Уилямс остава заключен вътре. Джеки Стюърт печели световната титла, а Боб както се разбира накрая на клипа става известен блус-китарист.

## Място в чартовете
Песента има много предни места в Англия и САЩ и е една от най-добрите песни на Роби Уилямс. Малко след излизането си, Supreme вече има версия и на френски език – отново голям хит.
През 2004 г. Supreme е включена в албума на Роби Уилямс с най-големите му хитове – "Greatest Hits".

## Текст
Оригиналният текст на Supreme може да намерите тук Архив на оригинала от 2010-03-30 в Wayback Machine.